# Amarante (plante)
Amaranthus
Pour les articles homonymes, voir Amarante et Amaranthe.
Genre
Classification phylogénétique
Amaranthus (les amarantes ou amaranthes) est un genre de plantes dicotylédones de la famille des Amaranthaceae, originaire des régions tempérées et tropicales.
Ce sont des plantes herbacées vivaces mais gélives ou annuelles, dont certaines espèces sont cultivées comme plantes potagères, pour leurs feuilles comestibles à la manière des épinards ou pour leurs graines, et parfois comme plantes ornementales pour leur floraison en épis spectaculaires.
Quelques espèces sont considérées comme « mauvaises herbes », communes dans les champs cultivés et pour certaines devenues très problématiques dans les cultures transgéniques car résistant maintenant au glyphosate, le désherbant le plus utilisé au monde. On la trouve sur tout le territoire français jusque dans le sud sur des stations sèches (friches et terrains en construction, région d'Aix-en-Provence).

## Dénominations et étymologie
Amaranthus vient du nom de cette plante en grec ancien, ἀμάραντος / amárantos, « amarante, immortelle », nom formé du préfixe privatif ἀ- / a-, « sans », et du verbe μαραίνω / maraínō, « se consumer, s'épuiser », : en effet, l'amarante a la réputation de ne pas se faner, avec notamment son calice qui reste persistant, et pour cette raison, représente un symbole de l’immortalité. Certaines espèces sont d'ailleurs utilisées dans les bouquets secs.
La forme amaranthus (avec H), provient d'un rapprochement erroné avec l'étymon grec anthos (lat. -anthus) signifiant fleur, que l'on trouve dans le nom de nombreuses plantes (l'agapanthe, par exemple).
Ses noms dans les langues des peuples la cultivant depuis les temps anciens en Amérique sont : huauhtli en nahuatl, kiwicha, ataĉo en quechua, tez o xtes en maya, ahparie en purépecha, wa’ve en huichol (wixarika) ou guegui en tarahumara (raramuri).

## Histoire
Depuis très longtemps, diverses espèces d’amarantes sont cultivées pour l’alimentation en Asie, en Amérique et en Afrique.
Ainsi, Amaranthus caudatus (l'amarante queue-de-renard), Amaranthus cruentus et Amaranthus hypochondriacus jouèrent un rôle alimentaire important dans les civilisations précolombiennes, aussi bien en Mésoamérique (chez les Mayas et les Aztèques, notamment) qu'en Amérique du Sud (chez les Incas par exemple).
En 2000, l'industrie du génie génétique a envisagé de transférer à la pomme de terre un gène de l'amarante qui lui fait produire de l'albumine.
Au début du XXIe siècle d'importants phénomènes de résistances aux désherbants chimiques et en particulier au roundup apparaissent, notamment dans les cultures transgéniques américaines. On avait déjà montré en 1999 que le trait de résistance peut passer d'une espèce d'amarante à l'autre. 
Le genre Amaranthus est connu pour avoir certaines des mauvaises herbes les plus communes et les plus gênantes au monde, dont Amanthus palmeri S. Wats (amarante de Palmer), Amaranthus tuberculatus (Moq.) Sauer, et Amaranthus retroflexus L. 
On peut noter également l’existence de la Pierre d’Amarante, une tablette d’écriture rituelle qu’utilisaient les prêtres Toltèques pour la fête de Texcatlipoca en gloire à Tezcatlipoca.

## Description

### Appareil végétatif
Ce sont généralement des plantes herbacées annuelles, aux feuilles alternes et aux tiges ramifiées. L'insertion des feuilles dans l'axe de la tige (type rameau de hêtre, tige en zigzag), avec développement d'un rameau à l'insertion, ainsi que le réseau particulier de nervures de la feuille (voir photo ci-dessus) et les panicules des fleurs puis des graines peuvent permettre de reconnaitre l'amarante.

### Appareil reproducteur
Les inflorescences sont généralement de longues panicules rameuses constituées de fleurs minuscules verdâtres ou rougeâtres. Les espèces sont monoïques ou dioïques. Les fleurs mâles ont trois à cinq bractées, trois à cinq sépales et trois à cinq étamines. Les fleurs femelles ont un ovaire prolongé par deux à trois styles.

## Principales espèces
Le genre Amaranthus comprend une soixantaine d'espèces, originaires principalement des régions tropicales et tempérées d'Amérique et d'Asie, dont :
- Amaranthus albus (amarante blanche)
- Amaranthus blitoides (amarante fausse-blette)
- Amaranthus blitum (amarante blette)
- Amaranthus bouchonii (amarante de Bouchon)
- Amaranthus caudatus (amarante caudée, amarante queue de renard)
- Amaranthus cruentus (amarante rouge)
- Amaranthus hypochondriacus (amarante paniculée - feuilles et graines comestibles)
- Amaranthus gangeticus (brède de Malabar)
- Amaranthus graecizans (amarante africaine)
- Amaranthus hybridus (amarante hybride)
- Amaranthus oleraceus (amarante potagère)
- Amaranthus palmeri (Alternanthera palmeri)
- Amaranthus paniculatus (amarante gigantesque)
- Amaranthus retroflexus (amarante réfléchie)
- Amaranthus salicifolius (amarante à feuille de saule)
- Amaranthus spinosus (amarante épineuse, épinard piquant, épinard cochon)
- Amaranthus tricolor (amarante tricolore)
- Amaranthus viridis (amarante verte)

## Liste d'espèces
Selon The Plant List (16 novembre 2016) :
- Amaranthus acanthobracteatus Henr.
- Amaranthus acanthochiton Sauer
- Amaranthus adulterinus Thell.
- Amaranthus albus L.
- Amaranthus anderssonii J.T.Howell
- Amaranthus arenicola I.M.Johnst.
- Amaranthus asplundii Thell.
- Amaranthus atropurpureus Roxb.
- Amaranthus aureus F.Dietr.
- Amaranthus australis (A.Gray) Sauer
- Amaranthus bahiensis Mart.
- Amaranthus bigelowii Uline & W.L.Bray
- Amaranthus blitoides S.Watson
- Amaranthus blitum L.
- Amaranthus brandegeei Standl.
- Amaranthus brasiliensis Moq.
- Amaranthus brownii Christoph. & Caum
- Amaranthus budensis Priszter
- Amaranthus californicus (Moq.) S.Watson
- Amaranthus campestris Willd.
- Amaranthus cannabinus (L.) Sauer
- Amaranthus capensis Thell.
- Amaranthus caracasanus Kunth
- Amaranthus cardenasianus Hunz.
- Amaranthus caturus Roxb.
- Amaranthus caudatus L.
- Amaranthus celosioides Kunth
- Amaranthus centralis J.Palmer & Mowatt
- Amaranthus chihuahensis S.Watson
- Amaranthus clementii Domin
- Amaranthus cochleitepalus Domin
- Amaranthus commutatus A.Kern.
- Amaranthus congestus C.C.Towns.
- Amaranthus crassipes Schltdl.
- Amaranthus crispus (Lesp. & Thévenau) A.Terracc.
- Amaranthus cruentus L.
- Amaranthus cuspidifolius Domin
- Amaranthus deflexus L.
- Amaranthus dinteri Schinz
- Amaranthus dubius Mart. ex Thell.
- Amaranthus fimbriatus (Torr.) Benth.
- Amaranthus floridanus (S.Watson) Sauer
- Amaranthus furcatus J.T.Howell
- Amaranthus globosa L.
- Amaranthus graecizans L.
- Amaranthus grandiflorus (J.M.Black) J.M.Black
- Amaranthus greggii S.Watson
- Amaranthus haughtii Standl.
- Amaranthus hunzikeri N.Bayón
- Amaranthus hybridus L.
- Amaranthus hypochondriacus L.
- Amaranthus induratus C.A.Gardner ex J.Palmer & Mowatt
- Amaranthus interruptus R.Br.
- Amaranthus kloosianus Hunz.
- Amaranthus leptostachyus Benth.
- Amaranthus lepturus S.F.Blake
- Amaranthus lombardoi Hunz.
- Amaranthus looseri Suess.
- Amaranthus macrocarpus Benth.
- Amaranthus minimus Standl.
- Amaranthus mitchellii Benth.
- Amaranthus muricatus (Gillies ex Moq.) Hieron.
- Amaranthus ozanonii Piszter
- Amaranthus pallidiflorus F.Muell.
- Amaranthus palmeri S.Watson
- Amaranthus paolii Chiov.
- Amaranthus paraguayensis Parodi
- Amaranthus parvulus Peter
- Amaranthus persimilis Hunz.
- Amaranthus peruvianus (Schauer) Standl.
- Amaranthus polygamus L.
- Amaranthus polygonoides L.
- Amaranthus polystachyus Willd.
- Amaranthus powellii S.Watson
- Amaranthus praetermissus Brenan
- Amaranthus pringlei S.Watson
- Amaranthus pumilus Raf.
- Amaranthus retroflexus L.
- Amaranthus rosengurttii Hunz.
- Amaranthus roxburghianus H.W.Kung
- Amaranthus scandens L.f.
- Amaranthus scariosus Benth.
- Amaranthus schinzianus Thell.
- Amaranthus scleranthoides (Andersson) Andersson
- Amaranthus scleropoides Uline & W.L.Bray
- Amaranthus soproniensis Priszter & Kárpáti
- Amaranthus sparganicephalus Thell.
- Amaranthus spinosus L.
- Amaranthus squamulatus (Andersson) B.L.Rob.
- Amaranthus standleyanus Parodi ex Covas
- Amaranthus tamariscinus Nutt.
- Amaranthus tamaulipensis Henrickson
- Amaranthus tenuifolius Willd.
- Amaranthus texensis Henrickson
- Amaranthus thellungianus Nevski
- Amaranthus thunbergii Moq.
- Amaranthus tricolor L.
- Amaranthus tuberculatus (Moq.) Sauer
- Amaranthus tucsonensis Henrickson
- Amaranthus urceolatus Benth.
- Amaranthus venulosus S.Watson
- Amaranthus viridis L.
- Amaranthus vulgatissimus Speg.
- Amaranthus watsonii Standl.
- Amaranthus wrightii S.Watson

## Aspects culturels
Le poème en vers no LXXIX intitulé Bruxelles d'Arthur Rimbaud, daté de juillet 1872 commence par « Plates-bandes d'amarantes ».
Dans son album de 2007, Dark Passion Play, le groupe de métal Nightwish consacre une chanson entière (Amaranth) à cette espèce, « Caresse l'unique, celle qui ne fane jamais, (...) caresse l'unique, l'amarante cachée, dans la terre de l'aube. »
Début 2011, le groupe de metal Amaranthe sort son premier album éponyme en référence à cette plante.
Le poète Gilliatt Lazarel évoque les amarantes dans son poème "Les Algues" : « Se répétant sans cesse qu'elles sont nées amarantes ».
Le béret des parachutistes français est appelé « béret amarante », tant pour sa couleur rappelant la plante, que pour la symbolique d'immortalité s'y rattachant.
On parle aussi de la fleur d'Amarante dans le jeu de rôle Vampire : la Mascarade de l'univers Le monde des ténèbres créé par White Wolf Publishing. La fleur est utilisée comme synonyme de la « diablerie », le cannibalisme vampirique, qui était souvent annoncée en envoyant une amarante à la victime.
L'amarante voit son nom attribué au 8e jour du mois de vendémiaire du calendrier républicain ou révolutionnaire français, généralement chaque 29 septembre du calendrier grégorien.

## Résistance à des herbicides

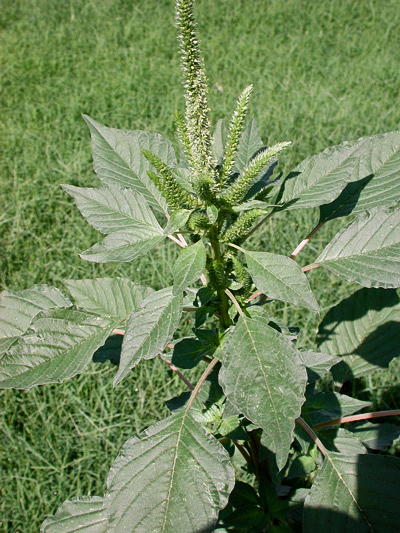
L'amarante de Palmer (Amaranthus palmeri) est, parmi les amarantes, celle qui est devenue la plus rapidement et plus communément résistante au glyphosate. Depuis 2005 elle menace les cultures de cotonnier et soja transgéniques Roundup Ready dans le sud des États-Unis.

Depuis 1977 (environ vingt ans après le début de l'utilisation des herbicides de synthèse) de nombreux cas de résistance de populations d'amarantes à des herbicides ont été signalés dans divers pays. Ces populations (ou écotypes) appartiennent à onze espèces du genre Amaranthus, à savoir Amaranthus albus, Amaranthus blitoides, Amaranthus blitum, Amaranthus cruentus, Amaranthus hybridus, Amaranthus palmeri, Amaranthus powellii, Amaranthus retroflexus, Amaranthus spinosus, Amaranthus reticulatus, Amaranthus viridis.
Les herbicides concernés appartiennent à plusieurs groupes de la classification HRAC (classement selon le mode d'action). Ces groupes sont les suivants : B (inhibiteurs de l'enzyme acétolactate synthase), C1 (inhibiteurs de la photosynthèse au niveau du photosystème II : triazines), C2 (inhibiteurs de la photosynthèse au niveau du photosystème II : urées et amides), C3 (inhibiteurs de la photosynthèse photosystème II : nitriles), D (inhibiteurs de la photosynthèse : diversion d'électrons dans le photosystème I), E (inhibiteurs de la protoporphyrinogène oxydase), G (inhibiteurs de la 5-énolpyruvylshikimate-3-phosphate synthase : glyphosate), F2 (inhibiteurs de la 4-hydroxyphénylpyruvate dioxygénase), K1 (inhibiteurs de l'assemblage des microtubules) et O (herbicides auxiniques).
Dans de nombreux cas il s'agit de résistances croisées (résistance à plusieurs matières actives du même groupe par mode d'action) ou de résistances multiples (résistance d'une même population à des herbicides appartenant à deux ou trois groupes différents). Ainsi en 2009 dans des champs de maïs et de sorgho du Kansas, une population d'amarante de Palmer était signalée résistante aux herbicides suivants : atrazine, mésotrione, pyrasulfotole, tembotrione, thifensulfuron-méthyl et topramézone, relevant de trois groupes (B, C1 et F2).
Au total, de 1977 à 2015, 101 écotypes résistants ont été documentés dans 19 pays (Afrique du Sud, Allemagne, Argentine, Bolivie, Brésil, Bulgarie, Canada, Chine, Espagne, États-Unis, France, Grèce, Israël, Italie, Malaisie, Pologne, Tchéquie, Serbie, Suisse).
L'amarante s'est fait connaître du grand public lors de l'apparition, dans l'État de Géorgie (États-Unis), d'une population résistante à l'herbicide Roundup. La plante s'y est adaptée et s'est multipliée dans les champs traités avec l'herbicide Roundup par une plus grande capacité de résistance.
La résistance s'explique par une amplification génique, la multiplication du gène de l'enzyme cible du glyphosate, l'EPSPS (5-énolpyruvylshikimate-3-phosphate synthase).
Actuellement[Quand ?], l'amarante inca ou kiwicha (Amaranthus caudatus) devient un problème pour les cultures telles que le soja, car cette espèce d'amarante est très résistante à certains herbicides, comme le glyphosate.